# 長崎県立長崎図書館
長崎県立長崎図書館（ながさきけんりつながさきとしょかん, Nagasaki Prefectural Nagasaki Library）は、長崎県が設置する県立図書館である。

## 歴史

### 県立図書館の設置
- 1894年（明治27年） - 安中半三郎[2]、香月薫平らによって長崎文庫が設立。
- 1909年（明治42年） - 小学校教員学力補充のため、長崎県回覧文庫を設立。
- 1912年（明治45年）6月1日 - 回覧文庫を基に、県立長崎図書館を創立。
  - 場所 - 長崎市新橋町（現：諏訪町）の県有家屋
  - 蔵書 - 2,400冊
  - 初年度利用者 - ひと月平均239名

### 初代の建物時代（1915年～1960年）
- 1915年（大正4年）

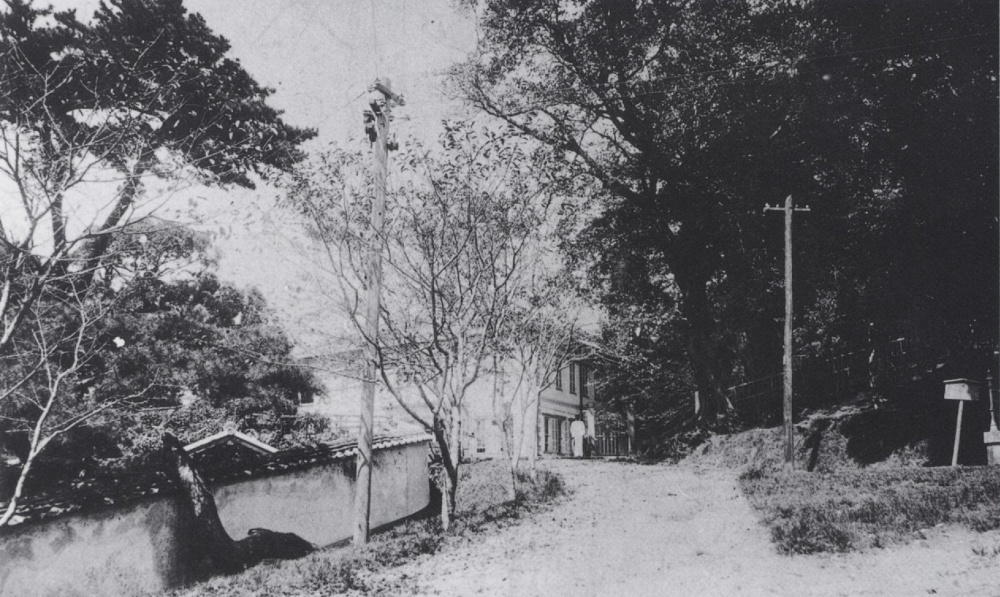
初代長崎図書館（大正時代頃）

  - 8月10日 - 永山時英が初代専任館長に就任。
  - 11月25日 - 長崎市上西山町（現在地）に移転し、開館。
    - 御大典（大正天皇即位）記念として、諏訪公園の交親館（県会議事院兼外賓接待所）を改修。書庫を増築。長崎文庫図書が寄贈される。

  - 11月28日 - 落成式を挙行。
- 1944年（昭和19年） - 書庫を除く本館庁舎を軍部が接収し、書庫内での閲覧業務に縮小。
- 1945年（昭和20年）
  - 8月9日 - 長崎に投下された原子爆弾により、本館庁舎西側が破壊。
  - 11月 - 書庫内で閲覧業務を再開。本館庁舎は県土木部と長崎地方裁判所が使用。
- 1948年（昭和23年）6月 - 本館庁舎が返還され、原状復帰。
- 1958年（昭和33年）4月 - 課制を導入し、3課制（総務課・資料課・奉仕課）となる。

### 2代目の建物時代（1960年～2018年）
- 1960年（昭和35年）

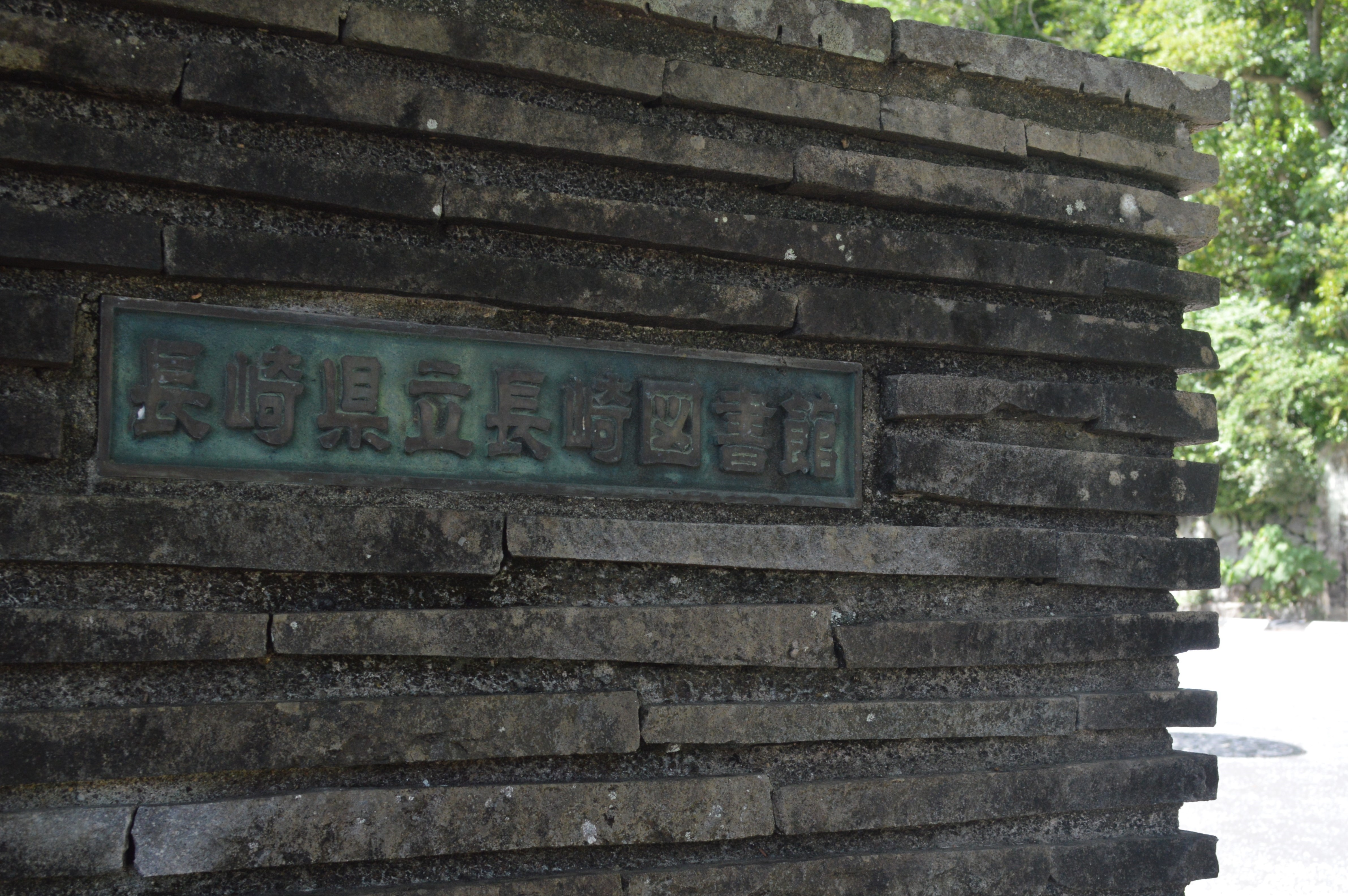
長崎図書館の表札

  - 6月15日 - 長崎国際文化センター建設事業の一環として、新築開館。（鉄骨・鉄筋コンクリート3階建、書庫4層）
  - 9月16日 - 図書館バスが登場。
  - 9月27日 - 図書館バスが県内一円を巡回開始。
  - 11月 - 自動車文庫が発足。
- 1961年（昭和36年）8月 - 離島各市町村に11分館（壱岐1・対馬3・五島4・平戸1・宇久1・福島1）を開設。
- 1962年（昭和37年）
  - 11月6日 - 県立図書館創立50周年記念式典を挙行。
  - この年 - 2分館を増設（壱岐1・五島1）し、分館数が計13となる。
- 1968年（昭和43年）
  - 10月
    - 明治百年を記念し、図書館4階増築による史料館が完成。
    - 郷土資料の運営・管理を行う史料課を新設。資料課を整理課に課名変更。4課制（総務課・整理課・奉仕課・史料課）となる。

  - この年 - 各町村1分館設置を図り、分館の総数が28となる。
- 1971年（昭和46年）
  - 4月 - 長崎県公共図書館協議会を設立。
  - 7月 - 長崎県地方史研究会が発足。
- 1973年（昭和48年） - 全館冷暖房を完備。長崎県図書館協会、長崎県読書グループ連絡協議会を設立。
- 1976年（昭和51年）
  - 3月 - 3階閲覧室に開架書架（2,000冊）を増設。開架図書総数が1万7,000冊となる。
  - 5月23日 - スウェーデン大使館と日本植物学会が長崎県立長崎図書館講堂で、スウェーデンの植物学者ツュンベリー来日200周年記念式典を挙行。
- 1980年（昭和55年） - 書庫1・2層の積層式書庫を移動式書架に改造。蔵書能力が45万8千冊となる。（10万8千冊増）
- 1982年（昭和57年）3月 - 車庫を新築。
- 1984年（昭和59年）7月 - 郷土出身作家コーナーを開設。佐世保市に県北文庫を開設。（1998年（平成10年）3月まで）
- 1986年（昭和61年）4月 - 電算システムを始動。
- 1989年（平成元年）9月 - 市町村とのオンライン開始。
- 1991年（平成3年）4月 - 郷土資料電算システム始動。
- 1992年（平成4年）9月 - 学校週5日制の実施に伴い、こども室第2土曜日9時開館とする。
- 1993年（平成5年）
  - 4月 - 整理課を資料課に、史料課を郷土課に課名変更。庶務係を総務係に係名変更。
  - 10月 - 郷土資料研究室、展示室の毎週の閉館日を日曜日から月曜日に変更。
- 1995年（平成7年）
  - 3月 - 新書庫を増築。（442.45㎡、15万冊）増築。
  - 4月 - 月2回の学校週5日制の実施に伴い、こども室の開館時間を第2土曜日に加え、第4土曜日も9時とする。
- 1996年（平成8年）4月 - 開館時間を9時30分に変更する。（こども室を除く。）
- 1998年（平成10年）3月 - 県北文庫を廃止。
- 1999年（平成11年）
  - 3月 - 貴重資料保管庫を新設。自動車文庫と28分館を廃止。
  - 4月 - 協力車の運行を開始。奉仕課館内係を館内奉仕班に、館外係を普及協力班に変更、その他の課の係を廃止。
  - 5月 - 長崎県公共図書館協議会を長崎県公共図書館等協議会に改称。
  - 12月 - インターネットによる蔵書検索サービスを開始。
- 2000年（平成12年）
  - 2月 - 雑誌・新聞コーナーを改修。
  - 4月 - こども室の平日開館時間を9時30分に変更。
- 2003年（平成15年）7月 - 長崎県大学図書館協議会と長崎県公共図書館等協議会間で相互協力協定書を締結。
- 2004年（平成16年）7月 - 施設内全面禁煙を実施。
- 2005年（平成17年）
  - 4月 -「こどもの日」、「文化の日」臨時開館決定
  - 9月 - 長崎学関連を中心とした明治期以前の郷土資料等約6万点を、長崎歴史文化博物館へ移管。
- 2006年（平成18年）
  - 4月 - 祝日開館完全実施。
  - 12月 - 長崎県・上海市友好交流関係樹立10周年を記念し、図書展示コーナー「上海の窓」を設置。
- 2007年（平成19年）
  - 2月 - 図書館情報システムを更新。（電算機更新）インターネット用パソコンを増設、ホームページをリニューアル（予約等新機能付加）。
  - 3月
    - 長崎県立図書館在り方懇話会から県教育長に「長崎県立図書館の今後の在り方について」を答申。
    - 財団法人 長崎県教職員互助組合と「互助文庫事業に関する事務協定書」を締結。（9月から一般貸出を開始）

  - 11月 - 図書館協力車を更新。図書館利用者用駐車場を拡張。
- 2008年（平成20年）
  - 2月 - 地域資料の一般貸出を開始。
  - 3月 - 長崎県立長崎図書館古典籍目録を刊行。
  - 4月 - 地域資料（雑誌）受け入れを開始。
- 2012年（平成24年） - 創立100周年を迎えた。
  - 6月24日 - 創立100周年を記念し、長崎県立長崎工業高等学校インテリア科の生徒により、図書館旧館の模型が寄贈される。[3]
- 2018年（平成30年）12月1日 - 大村市の県立・市立一体型図書館（仮称）への移転のため休館[4]。

### 合築による移転

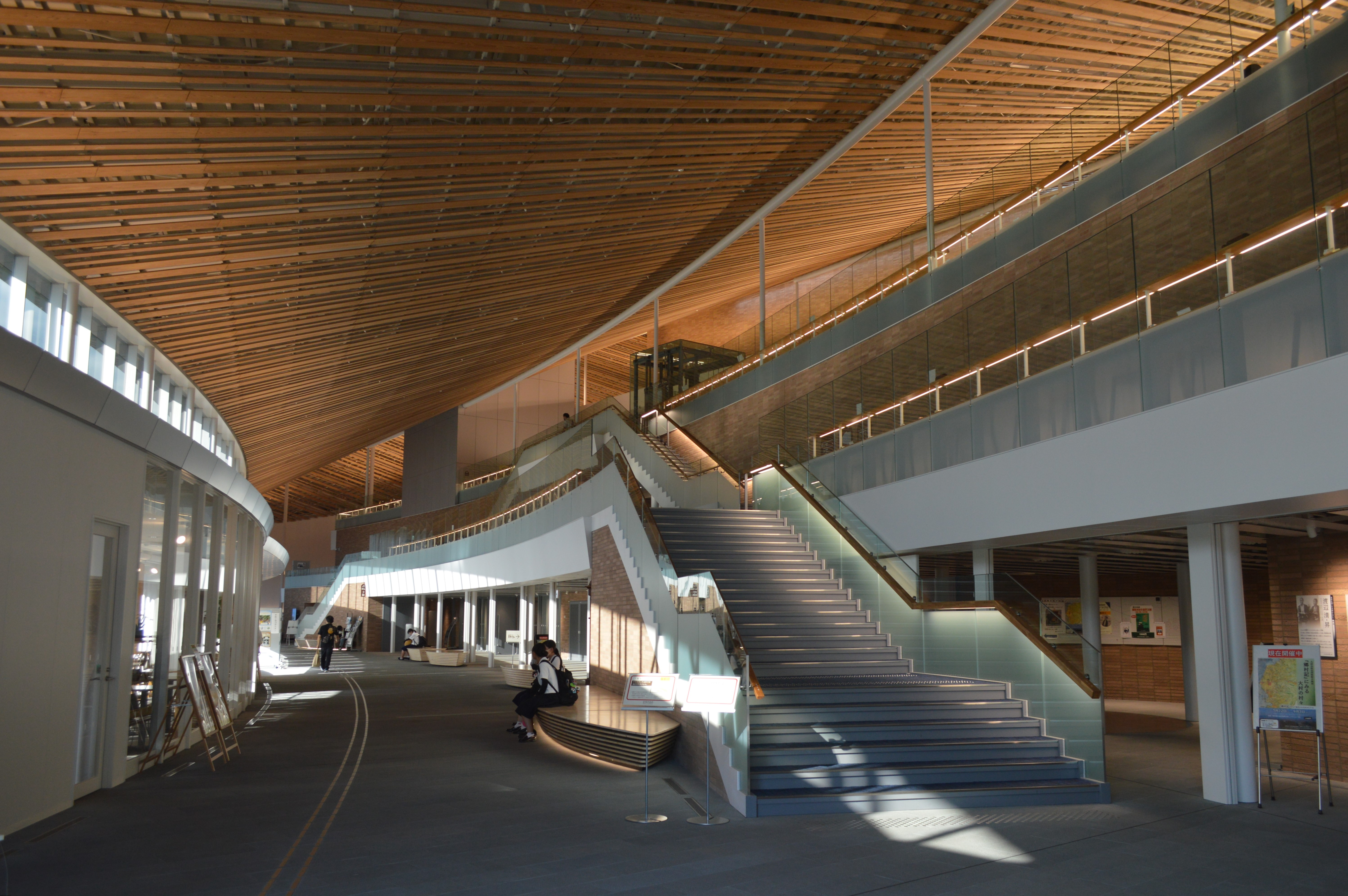
ミライon図書館

老朽化と蔵書収納スペースの不足により、県立図書館の移転場所が検討されてきた。2011年（平成23年）3月時点 で、候補地が長崎市と大村市の2ヶ所に絞りこまれ、2013年（平成25年）3月、大村市と長崎市の両市に機能を分散して新県立図書館を移転・新築する基本方針案が長崎県教育委員会によって示された。その内容は一般図書に関する業務を大村市東本町の旧・大村警察署跡地に大村市立図書館との合築で新県立図書館を新築・移転して行い、歴史的に貴重な史料に関する業務は長崎市の現図書館跡地に「長崎県立図書館郷土資料センター（仮称）」を新設し隣接する長崎歴史文化博物館とともに行うというものである。
大村市にある新県立図書館は、2019年（令和元年）10月5日に開館、長崎市にある郷土資料センターは2022年（令和4年）3月27日に開館。

### ミライon図書館時代（2019年～）
- 2019年（令和元年）
  - 7月24日 - 「長崎県立図書館郷土資料センター（仮称）」建設中の措置として長崎県立長崎図書館郷土課が長崎県立鳴滝高等学校内の「なるたき図書館」に移転し、郷土資料の閲覧や貸出、レファレンス等のサービスを開始[8]。
  - 10月5日 - 大村市にミライon図書館（長崎県立・市立一体型図書館施設）が開館。
- 2022年（令和4年）3月27日 - 旧図書館跡地に長崎県立長崎図書館郷土資料センターが開館[7]。

## 施設

### ミライon図書館
2019年（令和元年）10月、長崎県大村市にミライon図書館（長崎県立・市立一体型図書館施設）が開館した。

### 長崎県立長崎図書館郷土資料センター
2022年（令和4年）3月27日、長崎県長崎市に長崎県立長崎図書館郷土資料センターが開館した。長崎県立長崎図書館の郷土資料部門を担う施設である。
ミライon図書館の資料を取り寄せての貸出・返却が可能なサテライトサービスを行っており、センター内には長崎県公文書コーナーを設置している。

#### 施設概要
- 1階 - 郷土資料展示スペース、閲覧室、集会・研修室
- 2階 - 書庫

#### サービス
開館時間
10時から18時
休館日
毎週月曜日（月曜が祝日の場合は開館し、直近の平日が休館）
年末年始（12月28日から1月5日）
蔵書整理日 毎月末日（土日祝日の場合は直近の平日）
特別整理期間 毎年1回

#### アクセス
公共交通機関はバスと路面電車がある。
- 長崎電気軌道（路面電車）- 「桜町電停」下車後、徒歩7分。
- 長崎県営バス - 「桜町公園前」バス停下車後、徒歩5分。「長崎歴史文化博物館」バス停下車後、徒歩2分。

### 長崎県立長崎図書館（1960年 - 2018年）
1960年（昭和35年）、長崎市に長崎県立長崎図書館の新館が開館し、2018年（平成30年）11月30日をもって閉館した。2019年（令和元年）10月5日には大村市にミライon図書館（長崎県立・大村市立一体型図書館）が開館した。

#### 施設概要
- 1階 - 玄関、新聞閲覧室、こども室
- 2階 - 講堂（175席、有料で使用可能）
- 3階 - 閲覧室
- 中4階 - 読書室
- 4階 - 郷土資料研究閲覧室、郷土資料展示室、研修室

#### サービス
開館時間
平日は9時30分から20時。こども室と郷土資料室は9時30分から17時。
土日祝日は9時30分から17時。
休館日
毎週月曜日（月曜が祝日の場合は開館し、祝日明けの平日が休館）
毎月末日（他の休館日と重なる場合は翌日も休館）
特別整理期間 年1回
年末年始（12月28日から1月5日）

### 分館と移動図書館
自動車文庫
- 1960年（昭和35年）には移動図書館（自動車文庫）の運行を開始した。1999年（平成11年）に廃止した。

分館
- 1961年（昭和36年）には離島11か所に分館を設置し、その後28か所に増設した。いずれも1999年（平成11年）に廃止した。1984年（昭和59年）には佐世保市に県北文庫を設置したが、1998年（平成10年）に廃止した。